# اندرو تیلور (دوچرخه‌سوار)
اندرو تیلور (انگلیسی: Andrew Taylor؛ زادهٔ ۲۴ ژوئیهٔ ۱۹۸۵) دوچرخه‌سوار اهل استرالیا است. وی در مسابقات قهرمانی دوچرخه‌سواری پیست جهان ۲۰۱۳ شرکت کرده است.